# تصور آرژانتین
تصور آرژانتین (Imagining Argentina) فیلم سینمایی به کارگردانی کریستوفر همپتون محصول سال ۲۰۰۳ میلادی است. این فیلم نامزده جایزه شیرطلایی سال ۲۰۰۳ میلادی در جشنواره فیلم ونیز شده بود. این فیلم بر اساس کتابی با همین عنوان ساخته شده‌است، این کتاب که برنده چندین جایزه شده‌است، توسط لارنس ترنتون نوشته شده‌است.

## داستان فیلم
این فیلم بر اساس وقایع دوران جنگ کثیف (Dirty War) در دهه ۱۹۷۰ میلادی در آرژانتین ساخته شده‌است. در این دوران، دولت آرژانتین، مخالفین سیاسی خود را می‌ربود. تعدادی از فعالین سیاسی و اجتماعی «ناپدید» می‌شوند و هیچ خبری از آنها به خانواده هایشان نمی‌رسد. «ناپدید» شدن‌ها، گاهی مخفیانه و گاهی درحضور مردم است. ماشینهای سبزرنگ فورد، به ناگاه در جلوی پای کسی می‌ایستند و فرد را بی خبر از همه جا، بی هیچ توضیح، و به زور سوار می‌کنند؛ و این آخرین باری است که آن فرد دیده می‌شود.
مسئولین دولت نظامی آرژانتین هم هیچ توضیحی در این باره ندارند. تنها دلیلی که برای این «ناپدید» شدن‌ها می‌آورند این است که مخالفان دولت برای بدنام کردن دولت و ناآرام کردن اوضاع کشور مردم عادی را می‌ربایند و آنها را می‌کشند. در حقیقت، تنها توضیح مسئولین، منتصب کردن این «ناپدید» شدن‌ها به دشمن و مخالفان است. مادران، همسران، و فرزندان این افراد، در اقدامی مستمر و هر روزه، با به‌سر کردن روسری و بدست گرفتن عکس عزیزانشان، در میدان اصلی شهر که در جلوی کاخ ریاست جمهوری است، هر روز راه‌پیمایی می‌کنند: راه پیمایی سکوت.
خبرنگاری که از این وقایع مطلع شده‌است، علی‌رغم همه هشدارهای دوستان بر عدم انتشار یک گزارش سیاسی، نسبت به انتشار مقاله‌ای دربارهٔ این «ناپدید» شدن‌ها اقدام می‌کند. پس از زمان بسیار کوتاهی، خود این خبرنگار در خانه خود، «ناپدید» می‌شود. هرچند که همسایه‌ای، از دور، شاهد توقف یک ماشین فورد سبزرنگ و سوارکردن این زن به اجبار به ماشین است.
داستان این فیلم، سرگذشت همسر این خبرنگار است در جستجوی همسرش، و آشنایی وی با سایر خانواده‌های قربانیان از یک طرف و سرگذشت آن زن خبرنگار در زندان و شکنجه‌ها و تجاوزهایی که بر وی وارد می‌شود. سرگذشتی که برای حدود ۳۰۰۰۰ نفر از مردم آرژانتین در بین سالهای ۱۹۷۶ تا ۱۹۸۳، سالهای جنگ کثیف (Dirty War)، رقم خورد. سرنوشت تلخی که هیچ‌گاه مسئولین و مسببینش مجازات نشدند.

## فیلم
هنرپیشگان:

کارلوس روئدا: آنتونیو باندراس (Antonio Banderas)

سسیلیا روئدا: اِما تامسون (Emma Thompson)

ترزا روئدا: لتیسیا دُلِرا (Leticia Dolera)

اِزما پالومارس: ماریا کانالز (María Canals)

سیلیوو آیالا: روبن بلیدز (Rubén Blades)
کارگردان: کریستوفر همپتون (Christopher Hampton)
تهیه کنندگان: میشایل پیشر (Michael Peyser) و دیانا سیلان (Diane Sillan)
نویسنده کتاب: لارنس تورنتون (Lawrence Thornton)
نویسنده فیلم‌نامه: کریستوفر همپتون (Christopher Hampton)
زمان فیلم: ۱۰۷ دقیقه
زبان فیلم: انگلیسی